# European Poker Tour Saison 12
Résultats et tournois de la saison 12 de l'European Poker Tour (EPT).

## Résultats et tournois

### EPT 12 Barcelone
- Lieu : Casino de Barcelona, Barcelone,  Espagne[1]
- Prix d'entrée : 5 300 €[1]
- Date : Du 24 au 30 août 2015[1]
- Nombre de joueurs :  1 694[2]
- Prize Pool : 8 215 900 €
- Nombre de places payées :  247

| Place | Nom                | Prix        |
| ----- | ------------------ | ----------- |
| 1er   | John Juanda        | 1 022 593 € |
| 2e    | Steven Warburton   | 941 613 €   |
| 3e    | Frederik Jensen    | 810 294 €   |
| 4e    | Denys Shafikov     | 405 100 €   |
| 5e    | Rainer Kempe       | 320 400 €   |
| 6e    | Andreas Samuelsson | 253 900 €   |
| 7e    | Amir Touma         | 194 100 €   |
| 8e    | Mario Sánchez      | 137 080 €   |

### EPT 12 Malte
- Lieu : The Casino at Portomaso, Portomaso,  Malte[3]
- Prix d'entrée : 5 300 €[3]
- Date : Du 25 au 31 octobre 2015[3]
- Nombre de joueurs : 651
- Prize Pool : 3 255 000 €
- Nombre de places payées : 95

| Place | Nom               | Prix      |
| ----- | ----------------- | --------- |
| 1er   | Niall Farrell     | 534 330 € |
| 2e    | Alen Bilić        | 440 000 € |
| 3e    | Jaroslaw Sikora   | 265 840 € |
| 4e    | Giulio Spampinato | 203 640 € |
| 5e    | Rainer Kempe      | 161 340 € |
| 6e    | Sam Greenwood     | 125 660 € |
| 7e    | Daniel Dvoress    | 91 550 €  |
| 8e    | Nabil Cardoso     | 62 570 €  |

### EPT 12 Prague
- Lieu : Hilton Prague Hotel, Prague,  République tchèque[4]
- Prix d'entrée : 5 300 €[4]
- Date : Du 10 au 16 décembre 2015[4]
- Nombre de joueurs : 1 044
- Prize Pool : 5 063 400 €
- Nombre de places payées : 151

| Place | Nom               | Prix      |
| ----- | ----------------- | --------- |
| 1er   | Hossein Ensan     | 754 510 € |
| 2e    | Gleb Tremzin      | 724 510 € |
| 3e    | Ilkin Amirov      | 391 910 € |
| 4e    | Thomas Butzhammer | 294 180 € |
| 5e    | Slaven Popov      | 226 330 € |
| 6e    | Olivier Ferrero   | 166 080 € |
| 7e    | Onur Unsal        | 122 530 € |
| 8e    | Vlado Banicevic   | 87 700 €  |

### EPT 12PokerStars Caribbean Adventure
- Lieu : Atlantis Resort & Casino, Paradise Island,  Bahamas[5]
- Prix d'entrée : 5 300 $[5]
- Date : Du 8 au 14 janvier 2016[5]
- Nombre de joueurs : 928
- Prize Pool : 4 500 800 $
- Nombre de places payées : 135

| Place | Nom                   | Prix      |
| ----- | --------------------- | --------- |
| 1er   | Mike Watson           | 728 325 $ |
| 2e    | Tony Gregg            | 612 175 $ |
| 3e    | Phillip McAllister    | 356 020 $ |
| 4e    | Toby Lewis            | 267 340 $ |
| 5e    | Vladimir Troyanovskiy | 207 940 $ |
| 6e    | Randy Kritzer         | 153 920 $ |
| 7e    | Ken Demlakian         | 110 220 $ |
| 8e    | Timothy Ulmer         | 78 540 $  |

### EPT 12 Dublin
- Lieu : Royal Dublin Society, Ballsbridge, Dublin,  Irlande[6]
- Prix d'entrée : 5 300 €[6]
- Date : Du 14 au 20 février 2016[6]
- Nombre de joueurs : 605
- Prize Pool : 2 934 250 €
- Nombre de places payées : 87

| Place | Nom                 | Prix      |
| ----- | ------------------- | --------- |
| 1er   | Dzmitry Urbanovich  | 561 900 € |
| 2e    | Gilles Bernies      | 349 800 € |
| 3e    | Kully Sidhu         | 250 300 € |
| 4e    | Patrick Clarke      | 193 650 € |
| 5e    | Iliodoros Kamatakis | 152 600 € |
| 6e    | Rhys Jones          | 119 450 € |
| 7e    | Alexandre Meylan    | 88 300 €  |
| 8e    | Ivan Banic          | 60 750 €  |

### EPT 12 Monte-Carlo Grand Final
- Lieu : Monte Carlo Bay Hotel & Resort, Monte-Carlo,  Monaco[7]
- Prix d'entrée : 5 300 €[7],[8]
- Date : Du 30 avril au 6 mai 2016[7],[8]
- Nombre de joueurs : 1 098
- Prize Pool : 5 325 300 €
- Nombre de places payées : 159

| Place | Nom              | Prix      |
| ----- | ---------------- | --------- |
| 1er   | Jan Bendik       | 961 800 € |
| 2e    | Adrien Allain    | 577 800 € |
| 3e    | Jimmy Guerrero   | 406 850 € |
| 4e    | Asan Umarov      | 305 660 € |
| 5e    | Pierre Calamusa  | 233 800 € |
| 6e    | Oren Rosen       | 170 950 € |
| 7e    | Antoine Saout    | 128 340 € |
| 8e    | Dario Sammartino | 91 860 €  |